# Kato Nevrokopi
Kato Nevrokopi (tiếng Hy Lạp: ?) là một khu tự quản ở vùng Đông Makedonías-Thrace, Hy Lạp. Khu tự quản Kato Nevrokopi có diện tích 874 km², dân số theo điều tra ngày 18 tháng 3 năm 2001 là 7289 người.